# Adonisea tertia
Adonisea tertia är en fjärilsart som beskrevs av Augustus Radcliffe Grote 1874. Adonisea tertia ingår i släktet Adonisea och familjen nattflyn. Inga underarter finns listade i Catalogue of Life.